# Еріх Мюсфельдт
Еріх Мюсфельдт (нім. Erich Muhsfeldt; 18 лютого 1913, Краків, Австро-Угорщина - 24 грудня 1948, Краків, ПНР) - службовець таборів смерті Аушвіц і Майданек, обершарфюрер СС.

## Біографія
Еріх Мюсфельдт народився 18 лютого 1913 року в Нойбрюк. За професією був пекарем. У 1933 році вступив у СА. Проходив службу в одному з підрозділів «Мертва голова». У 1939 році він приєднався до НСДАП.
До 1940 року Мюсфельд проходив службу в концтаборі Аушвіц I, а потім був переведений в концтабір Майданек, де служив до 15 листопада 1941 року. Після того, як Майданек був закритий, він відповідав за страту в'язнів, які залишилися в таборі. Надалі свідки стверджували, що він організував так зване «Свято врожаю», в рамках якого 17 тисяч ув'язнених були ліквідовані.
У червні 1942 року знову був відправлений у Аушвіц. На новому місці призначений командувачем зондеркоманди табору в крематорії II і III в Аушвіці II Біркенау, де також несли службу Отто Молль і Ганс Аумаєр.
Незважаючи на те, що Мюсфельдт відрізнявся расовою нетерпимістю, в таборі він завів близьку дружбу з угорським євреєм Міклошем Ніслі, який був лікарем і членом зондеркоманди табору, а також проводив досліди і розтини на вимогу доктора Йозефа Менгеле. Ніслі в своїх мемуарах описав діяльність Мюсфельда. В одному з епізодів останній, після власноручного здійснення страти 80 полонених пострілом в потилицю, прийшов до Міклоша зі скаргою на стан здоров'я. Доктор відповів, що у нього дуже сильно підвищений кров'яний тиск, і вказав, що це, ймовірно, пов'язано з недавньою стратою. Однак Мюсфельдт люто відповів, що для нього вбивство вісімдесяти осіб рівносильно вбивству одного, а підвищений тиск швидше за все пов'язаний з високим вмістом алкоголю в крові, який він споживав щодня.
Після закінчення Другої світової війни Еріх Мюсфельдт був заарештований і відправлений у Краків, де знаходився Верховний суд Польщі. Судове розслідування, яке тривало з 25 листопада по 16 грудня 1947 року, встановило його провину, що підтверджувалася свідчення свідків. Вони відзначали особливий садизм в його діях і вказували на випадки, коли Мюсфельдт топив в'язнів живцем в каналізації.
22 грудня 1947 року суд засудив його до смертної кари. 28 січня 1948 року в тюрмі Монтелупо в Кракові Еріх Мюсфельдт був повішений.

## Сім'я
Був одружений, у шлюбі народився син. Доля дружини невідома, дитина загинула під час одного з бомбардувань міст Німеччини авіацією союзників.

## Нагороди[3]
- Хрест Воєнних заслуг 2-го класу з мечами